# Consort contemporain de Québec
Le Consort contemporain de Québec est un ensemble de musique contemporaine québécois qui a opéré sur le territoire de la province de Québec entre 2002 et 2007. Il a cessé ses activités en mai 2007, alors qu'un organisme à but non lucratif reprenait le nom pour poursuivre le travail et les missions.

## Consort contemporain de Québec (2002-2007)

### Contexte
Associé au travail exploratoire du compositeur et directeur artistique québécois Nicolas Jobin, il était composé de 12 musiciens réguliers, du directeur artistique et musical, ainsi que de trois compositeurs/arrangeurs (Claude Boucher, Guillaume Boulay et Pierre-Olivier Roy), ayant évolué dans un contexte de résidence.

### Historique
Cet ensemble s'est vu encensé et a vu sa popularité s'accroître considérablement grâce à l'idée de Jobin de s'associer avec des artistes de la scène populaire pour porter plus loin leur mission de démocratisation de la musique contemporaine. En novembre 2004, Pierre Lapointe a été le premier artiste à s'associer à l'ensemble CCQ. On ensuite suivi Loco Locass et Fred Fortin.
Mais au-delà de ces rencontres itératives ayant tenu lieu dans le cadre du festival Coup de cœur francophone, le Consort contemporain de Québec s'est avéré un ardent défenseur et promoteur des musiques de création, particulièrement québécoises et canadiennes. C'est ainsi que des créations comme Regards et jeux dans l'espace : le CCQ autour de Saint-Denys-Garneau et Glasscage, consacré à la musique théâtrale de Philip Glass et John Cage, ont séduit public et critique québécois dans des contextes tels le festival Montréal en lumière.

### Derniers miles
L'ensemble a cessé ses activités en mai 2007, alors qu'un organisme à but non lucratif reprenait le nom pour poursuivre le travail et les missions. Associé à la nouvelle entité, Nicolas Jobin quittait l'organisation et se dissociait publiquement de celui-ci en avril 2008. À la suite de son départ, une forte majorité des collaborateurs le suivaient dans la fondation d'un nouvel ensemble qui fera sa rentrée sur la scène musicale dès l'automne 2008.

## Consort contemporain de Québec (depuis 2007)
Le Consort contemporain de Québec est un orchestre de chambre québécois.
L'ensemble, qui a été fondé en 2007 à Québec, est spécialisé dans la musique classique contemporaine. Il est composé de 12 musiciens, un directeur artistique, un directeur musical, trois compositeurs/arrangeurs dont un en résidence.
Une particularité de cet ensemble est de s'associer avec des artistes de la scène populaire pour porter plus loin leur mission de démocratisation de la musique contemporaine. C'est à Marie-Jo Thério qu'a été offert le rôle de première artiste du genre à se prêter au jeu du nouvel ensemble de Québec, une formule originellement mise de l'avant en 2002.
Utilisant son succès populaire, l'ensemble revisite également d'autres disciplines artistiques contemporaines afin de les rendre plus accessibles, comme par exemple avec le spectacle Blanc sur blanc, où sont mises de l'avant des pièces du répertoire minimaliste canadien, ou encore le spectacle Zappa: You can't do that on stage anymore, mélange de théâtre et de musique inspirée du répertoire du compositeur américain Frank Zappa.